# Антарктический пингвин
Антарктический пингвин (лат. Pygoscelis antarctica) — вид из рода антарктических пингвинов (Pygoscelis) семейства пингвиновых, родственный пингвинам Адели и субантарктическим пингвинам.

## Ареал
Ареал данного вида — побережье Антарктиды со стороны Южной Америки и прилегающих островов, на север распространён до Южной Георгии, Буве и Баллени. Заплывает до Фолклендских островов. Также Антарктические пингвины встречаются и на айсбергах в Антарктике. Количество особей оценивается в 6,5—7,5 миллион пар.

## Характеристика
Взрослые антарктические пингвины достигают роста 60—70 см и веса около 4,5 кг. Задняя сторона тела и головы, а также клюв у антарктических пингвинов тёмно-серые, почти чёрные, передняя сторона — белая. По шее, от уха к уху, идет тонкая чёрная полоска. Птенцы покрыты серым пухом (спереди — более светлым). Гнёзда пингвины строят среди камней, самец и самка попеременно 5—10 дней высиживают 1—2 яйца в течение 35 дней. В возрасте 50—60 дней молодняк уже начинает выходить в море. Взрослые антарктические пингвины — отличные пловцы и ныряльщики, они могут достигать глубины 250 метров. Основу питания составляет криль, иногда мелкая рыба. От мест гнездования антарктические пингвины могут удаляться в море до 1000 километров.

## Галерея

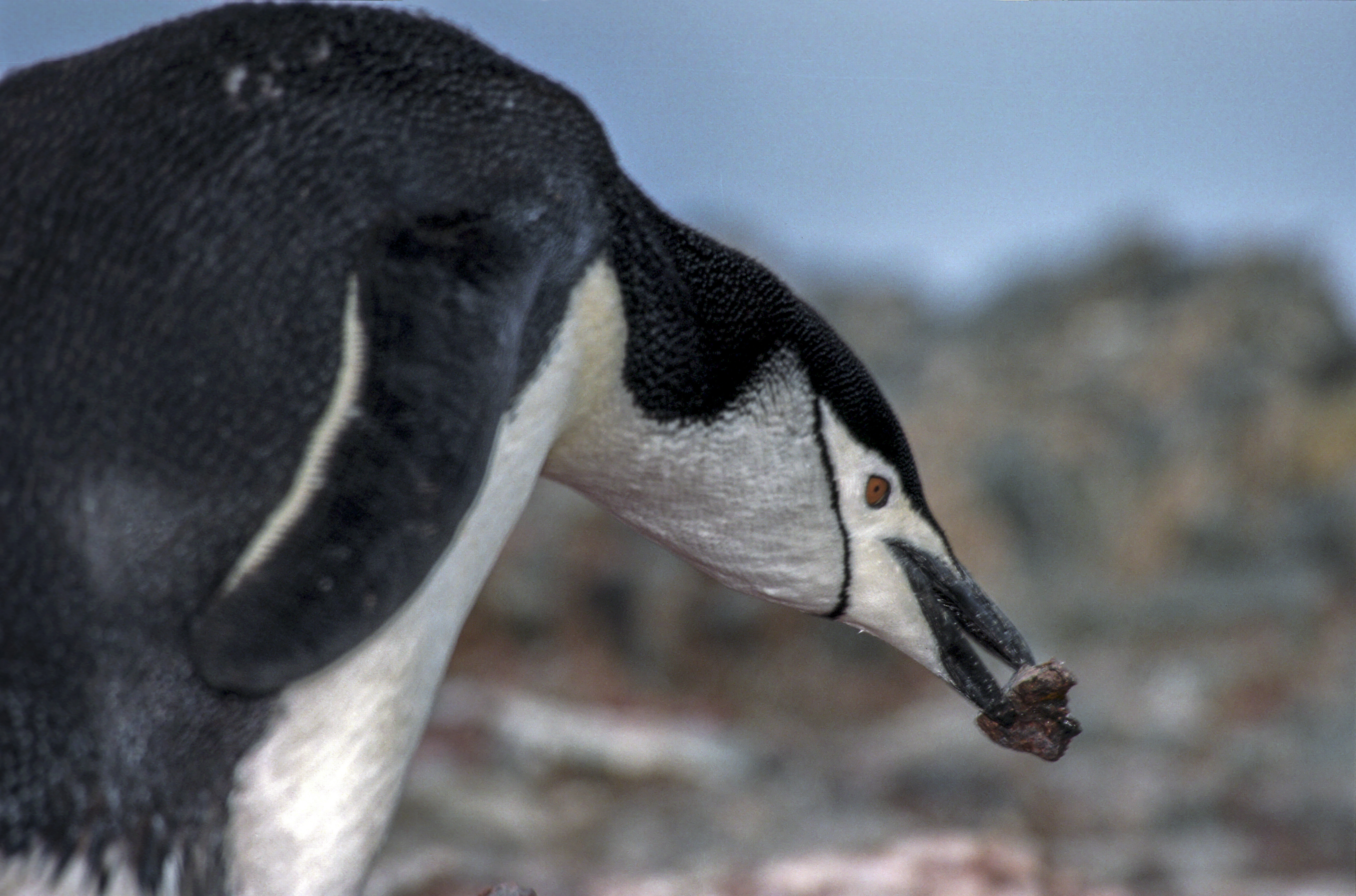
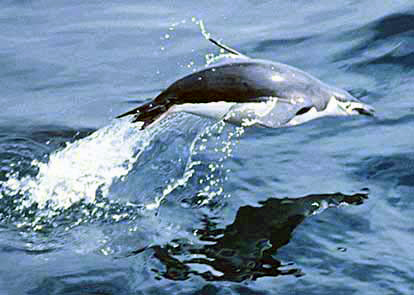
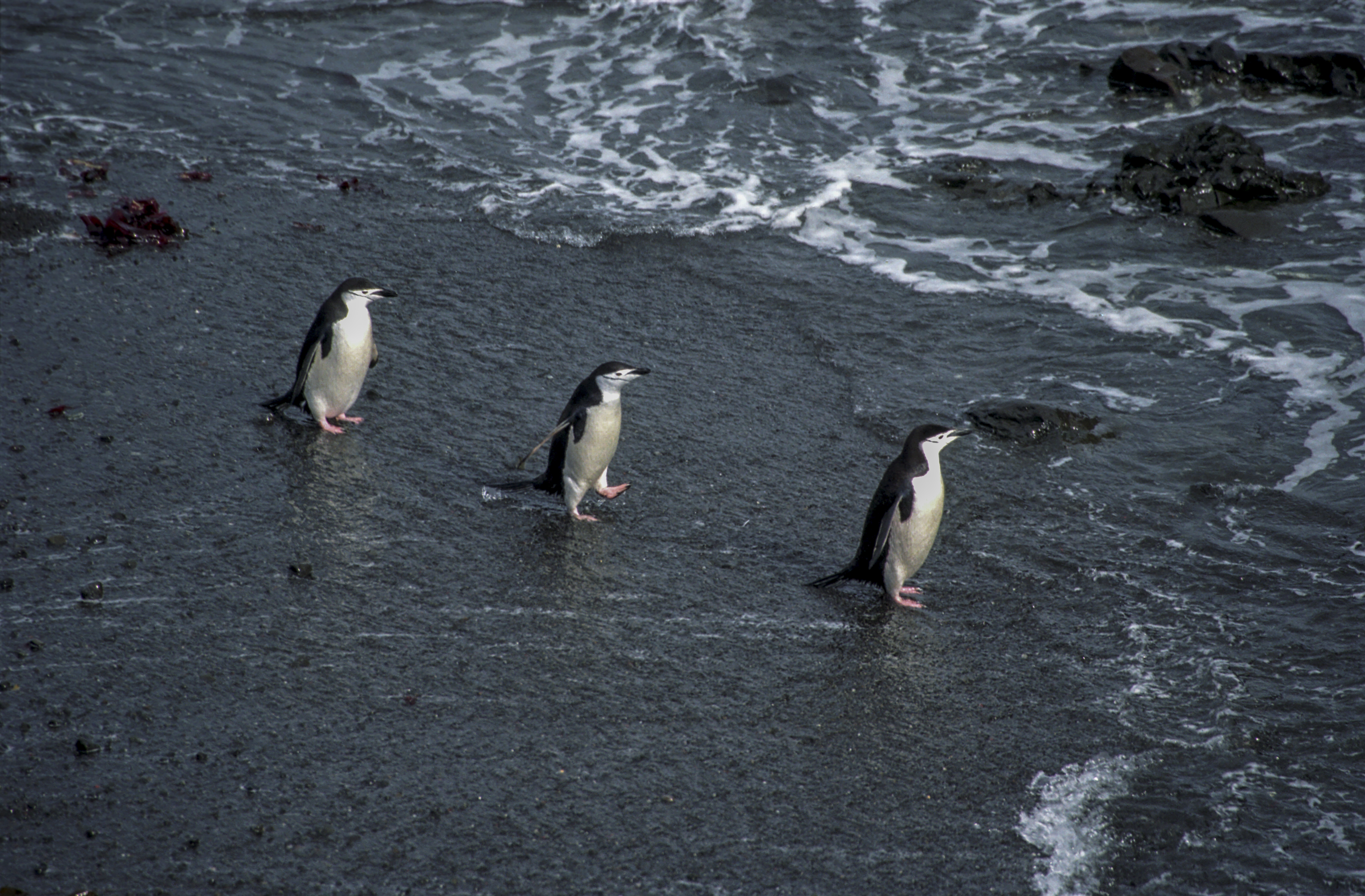

## Интересные факты
- Всемирно известные гомосексуальным поведением пингвины Рой и Сайлоу относятся именно к роду антарктических пингвинов.
- В июне-июле 2006 года множество антарктических пингвинов были обнаружены в районе Рио-де-Жанейро[6].
- По оценкам ученых, к концу века из-за таяния льдов в Антарктике может исчезнуть примерно 60 % пингвинов[7].